# Клематис 'Алёнушка'
Клематис 'Алёнушка' (Clematis 'Aljonushka') — полукустарник, сорт клематиса (ломоноса) из группы Integrifolia Group.

## Описание сорта
Плетистый (нецепляющийся) полукустарник высотой 1,5—2 метра.
Цветки одиночные, колокольчатые, пониклые, 5—8 см в диаметре и 5—7 см длиной. Чашелистиков 4, реже 5, атласно-лилово-розовой окраски, отгибаются наружу, придавая цветку изящную форму, в жару бледнеют; пыльники жёлтые.
Листья простые и сложные, состоят из 1, 3, 5 или 7 листочков, кожистые. Обильно и продолжительно цветет на приросте текущего года с конца мая до конца июля.
Сорт создан в Никитском ботаническом саду, Крым, в 1961 году. В 1995 году был удостоен награды RHS Award of Merit, а в 1998 году — Британского общества любителей клематисов.

## Агротехника
Зона морозостойкости: 3—9.
Группа обрезки: 3 (сильная).
Побеги приподнятые, не цепляющиеся за опоры. Оставленный без опоры стелется по земле. Красиво переплетается с другими растениями. Используется как почвопокровное или балконное растение. На Южном берегу Крыма может поражаться мучнистой росой. Рекомендуется использовать повсеместно.